# Larry Pleau
Temple de la renommée américain : 2000
Lawrence Winslow Pleau (né le 29 janvier 1947 à Lynn, dans l'État du Massachusetts aux États-Unis) est un joueur professionnel, entraîneur et dirigeant américain de hockey sur glace.

## Biographie

### Carrière de joueur
Natif du Massachusetts, Larry Pleau commence le hockey en junior en 1964 avec le Canadien junior de Montréal de l'Association de hockey de l'Ontario (AHO). Il passe la saison 1967-1968 avec l'équipe des États-Unis en vue des Jeux olympiques d'hiver où les américains terminent sixième. L'année suivante, il fait ses débuts professionnels avec les Devils de Jersey de l'Eastern Hockey League. Auteur de 81 points, le deuxième plus grand total de son équipe, il reçoit le trophée de la meilleure recrue de la Division Nord. Il porte de nouveaux les couleurs de son pays au cours de la saison à l'occasion du championnat du monde à l'issue duquel les États-Unis terminent sixième et dernier, les condamnant à la relégation dans le Groupe B. En 1969-1970, Pleau rejoint les Voyageurs de Montréal de la Ligue américaine de hockey (LAH) et dispute également vingt parties pour les Canadiens de Montréal de la Ligue nationale de hockey (LNH). Il continue de jouer pour les Canadiens durant les deux saisons suivantes.
En 1972, une ligue rivale de la LNH voit le jour, l'Association mondiale de hockey (AMH). Le 19 avril, il quitte Montréal et signe avec les Whalers de la Nouvelle-Angleterre qui l'avait sélectionné lors du repêchage général de la ligue en février, devenant le premier joueur recruté de l'équipe. Le 12 octobre suivant, Il inscrit le but victorieux au cours du match d'ouverture de la saison des Whalers. Le 6 janvier 1973, il participe au premier match des étoiles de l'AMH. Avec 87 points marqués, Pleau se classe troisième meilleur pointeur de son équipe qui termine en tête de la Division Est. Durant les séries éliminatoires, il en rajoute 19 et aide les Whalers à remporter le premier Trophée mondial Avco. Lors du dernier match de la finale face aux Jets de Winnipeg, une victoire 9-6, il réalise un coup du chapeau. Pleau continue de jouer pour la Nouvelle-Angleterre durant les six saisons suivantes. Il prend de nouveau part au match des étoiles de l'AMH en 1974 et 1975,. En 1979, alors que l'AMH met fin à ses activités et les Whalers rejoignent la LNH, Larry Pleau met fin à sa carrière. Seuls deux autres joueurs ont joué pour les Whalers durant les sept années en AMH : Rick Ley et Brad Selwood.

### Carrière d'entraîneur et de dirigeant
Larry Pleau reste au sein de l'organisation des Whalers, renommés Whalers de Hartford, après leur intégration dans la LNH. En fin de 1980-1981, il remplace Don Blackburn comme entraîneur-chef de l'équipe. Il conserve la position jusqu'à la fin de l'édition suivante, les Whalers manquant les séries à chaque reprise. Il se retrouve de nouveau à la tête de l'équipe du Connecticut à la fin de l'année 1982-1983.
En 1984, Pleau est nommé entraîneur-chef du club-école de Hartford, les Whalers de Binghamton de la LAH. Pour sa première saison avec l'équipe, les Whalers de la LAH terminent premiers de la Division Sud avec le plus grand nombre de points de la ligue avant de se faire sortir en finale de division par les Skipjacks de Baltimore quatre victoires à rien. La saison suivante, Binghamton se qualifie de nouveau pour les séries mais est éliminé dès la première ronde. En 1986-1987, l'équipe termine deuxième de sa division. Durant les séries, elle atteint la finale de division où elle est battue par les Americans de Rochester quatre parties à deux. Pleau se voit remettre le trophée Louis-A.-R.-Pieri du meilleur entraîneur de la ligue. En février 1988, Pleau est de nouveau rappelé à diriger les Whalers de LNH, remplaçant Jack Evans qui lui avait succédé près de cinq ans auparavant. Quatrième de la Division Adams, l'équipe se qualifie pour les séries où elle est sortie en première ronde par les Canadiens de Montréal en six parties. La saison suivante, les Whalers terminent une nouvelle fois à la quatrième place et retrouvent les Canadiens en première ronde qui les battent quatre victoires à aucune.

## Statistiques

### Statistiques en club
Avec 468 parties, Larry Pleau est le neuvième joueur à avoir joué le plus de rencontres en Association mondiale de hockey. Il est le meilleur assistant des Whalers de la Nouvelle-Angleterre duarant leurs années en AMH avec 215 aides. Il est classé deuxième de l'équipe en termes de parties disputées ainsi que de buts et de points inscrits.
| Saison     | Équipe                            | Ligue          |     | Saison régulière | Saison régulière | Saison régulière | Saison régulière | Saison régulière |    | Séries éliminatoires | Séries éliminatoires | Séries éliminatoires | Séries éliminatoires | Séries éliminatoires |
| Saison     | Équipe                            | Ligue          | PJ  | B                | A                | Pts              | Pun              | PJ               | B  | A                    | Pts                  | Pun                  |                      |                      |
| 1963-1964  | Monarchs de Notre-Dame            | MMJHL          | 44  | 8                | 22               | 30               | 33               | 18               | 5  | 10                   | 15                   | 12                   |                      |                      |
| 1963-1964  | Monarchs de Notre-Dame            | Coupe Memorial |     |                  |                  |                  |                  | 13               | 4  | 10                   | 14                   | 14                   |                      |                      |
| 1964-1965  | Canadien junior de Montréal       | AHO            | 55  | 9                | 17               | 26               | 24               | 7                | 0  | 0                    | 0                    | 10                   |                      |                      |
| 1965-1966  | Canadien junior de Montréal       | AHO            | 40  | 13               | 11               | 24               | 47               | 10               | 0  | 6                    | 6                    | 6                    |                      |                      |
| 1966-1967  | Canadien junior de Montréal       | AHO            | 45  | 20               | 32               | 52               | 34               | 4                | 0  | 2                    | 2                    | 2                    |                      |                      |
| 1968-1969  | Devils de Jersey                  | EHL            | 66  | 37               | 44               | 81               | 52               |                  |    |                      |                      |                      |                      |                      |
| 1969-1970  | Canadiens de Montréal             | LNH            | 20  | 1                | 0                | 1                | 0                |                  |    |                      |                      |                      |                      |                      |
| 1969-1970  | Voyageurs de Montréal             | LAH            | 50  | 15               | 16               | 31               | 19               |                  |    |                      |                      |                      |                      |                      |
| 1970-1971  | Canadiens de Montréal             | LNH            | 19  | 1                | 5                | 6                | 8                |                  |    |                      |                      |                      |                      |                      |
| 1971-1972  | Canadiens de Montréal             | LNH            | 55  | 7                | 10               | 17               | 19               | 4                | 0  | 0                    | 0                    | 0                    |                      |                      |
| 1971-1972  | Voyageurs de la Nouvelle-Écosse   | LAH            | 11  | 7                | 6                | 13               | 19               |                  |    |                      |                      |                      |                      |                      |
| 1972-1973  | Whalers de la Nouvelle-Angleterre | AMH            | 78  | 39               | 48               | 87               | 42               | 15               | 12 | 7                    | 19                   | 15                   |                      |                      |
| 1973-1974  | Whalers de la Nouvelle-Angleterre | AMH            | 77  | 26               | 43               | 69               | 35               | 2                | 2  | 0                    | 2                    | 0                    |                      |                      |
| 1974-1975  | Whalers de la Nouvelle-Angleterre | AMH            | 78  | 30               | 34               | 64               | 50               | 6                | 2  | 3                    | 5                    | 14                   |                      |                      |
| 1975-1976  | Whalers de la Nouvelle-Angleterre | AMH            | 75  | 29               | 45               | 74               | 21               | 14               | 5  | 7                    | 12                   | 0                    |                      |                      |
| 1976-1977  | Whalers de la Nouvelle-Angleterre | AMH            | 78  | 11               | 21               | 32               | 22               | 5                | 1  | 0                    | 1                    | 0                    |                      |                      |
| 1977-1978  | Whalers de la Nouvelle-Angleterre | AMH            | 54  | 16               | 18               | 34               | 4                | 14               | 5  | 4                    | 9                    | 8                    |                      |                      |
| 1978-1979  | Whalers de la Nouvelle-Angleterre | AMH            | 28  | 6                | 6                | 12               | 6                | 10               | 2  | 1                    | 3                    | 0                    |                      |                      |
| 1978-1979  | Indians de Springfield            | LAH            | 5   | 1                | 3                | 4                | 0                |                  |    |                      |                      |                      |                      |                      |
| Totaux LNH | Totaux LNH                        | Totaux LNH     | 94  | 9                | 15               | 24               | 27               | 4                | 0  | 0                    | 0                    | 0                    |                      |                      |
| Totaux AMH | Totaux AMH                        | Totaux AMH     | 468 | 157              | 215              | 372              | 180              | 66               | 29 | 22                   | 51                   | 42                   |                      |                      |

### Statistiques en équipe nationale
| Année | Équipe     | Compétition          |    | PJ | B | A | Pts | Pun           |  | Résultat |
| 1968  | États-Unis | Jeux Olympiques      | 7  | 2  | 4 | 6 | 2   | Sixième place |  |          |
| 1969  | États-Unis | Championnat du monde | 10 | 5  | 0 | 5 | 8   | Sixième place |  |          |

### Statistiques d'entraîneur
Les statistiques présentées ici ne sont que celles des années où Pleau est l'entraîneur en chef de l'équipe.
| Saison    | Équipe                | Ligue |    | PJ | V  | D  | N | Pr    | % V                      |  | Séries éliminatoires |
| 1980-1981 | Whalers de Hartford   | LNH   | 20 | 6  | 12 | 2  | - | 35    | Équipe non qualifiée     |  |                      |
| 1981-1982 | Whalers de Hartfod    | LNH   | 80 | 21 | 41 | 18 | - | 37,5  | Équipe non qualifiée     |  |                      |
| 1982-1983 | Whalers de Hartford   | LNH   | 18 | 4  | 13 | 1  | - | 25    | Équipe non qualifiée     |  |                      |
| 1984-1985 | Whalers de Binghamton | LAH   | 80 | 52 | 20 | 8  | - | 70    | Défaite au deuxième tour |  |                      |
| 1985-1986 | Whalers de Binghamton | LAH   | 80 | 41 | 34 | 5  | - | 54,4  | Défaite au premier tour  |  |                      |
| 1986-1987 | Whalers de Binghamton | LAH   | 80 | 47 | 26 | -  | 7 | 63,1  | Défaite au deuxième tour |  |                      |
| 1987-1988 | Whalers de Binghamton | LAH   |    |    |    | -  |   |       | -                        |  |                      |
| 1987-1988 | Whalers de Hartford   | LNH   | 26 | 13 | 13 | 0  | - | 50    | Défaite au premier tour  |  |                      |
| 1988-1989 | Whalers de Hartford   | LNH   | 80 | 37 | 38 | 5  | - | 49, 4 | Défaite au premier tour  |  |                      |

## Trophées et honneurs personnels
- 1968-1969 : trophée de la meilleure recrue de la Division Nord de l'Eastern Hockey League.
- 1972-1973 : 
  - Match des étoiles de l'Association mondiale de hockey ;
  - Champion du trophée mondial Avco avec les Whalers de la Nouvelle-Angleterre.
- 1973-1974 : Match des étoiles de l'Association mondiale de hockey.
- 1974-1975 : Match des étoiles de l'Association mondiale de hockey.
- 1986-1987 : trophée Louis-A.-R.-Pieri.
- 2000 : 
  - Trophée Lester-Patrick ;
  - Intronisé au Temple de la renommée du hockey américain.